# Kuba na Letních olympijských hrách 1972
Kubu na Letních olympijských hrách 1972 v německém Mnichově reprezentovalo 137 sportovců, z toho 109 mužů a 28 žen. Nejmladším účastníkem byl David Rodriguez (17 let, 19 dní), nejstarším pak Servilio Torres (34 let, 110 dní). Reprezentanti vybojovali 8 medailí, z toho 3 zlaté, 1 stříbrnou a 4 bronzové.

## Medailisté
| Medaile | Jméno | Sport     | Disciplína                     |
| ------- | --- | --------- | ------------------------------ |
| Zlato   | Emilio Correa | box       | muži váha lehká střední 67 kg  |
| Zlato   | Orlando Martínez | box       | muži bantamová váha 56 kg      |
| Zlato   | Teófilo Stevenson | box       | muži váha těžká do 81 kg       |
| Stříbro | Gilberto Carrillo | box       | muži váha polotěžká váha 81 kg |
| Bronz   | Silvia Chivásová | atletika  | Ženy běh na 100 m              |
| Bronz   | Silvia Chivásová Marlene Elejarde Fulgencia Romay Carmen Valdés | atletika  | Ženy štafeta 4 × 100 m         |
| Bronz   | Douglas Rodríguez | box       | muži váha muší do 51 kg        |
| Bronz   | Juan Domecq Ruperto Herrera Juan Roca Pedro Chappé José Miguel Alvarez Pozo Rafael Canizares Conrado Perez Miguel Calderon Tomas Herrera Oscar Varona Alejandro Urgelles Franklin Standard | Basketbal | Turnaj mužů                    |